# 狂蟒之灾4
《狂蟒之灾4》（英語：Anacondas: Trail of Blood）是2009年2月28日在美国上映的恐怖片和惊悚片。

## 剧情
科学家抓到了蟒蛇生的小蟒蛇，并且制作出了一种血清，可以使得人和蛇的寿命延长，同时可以治疗疾病。大亨默多克先生得了骨癌，得知血清可以治疗癌症，于是派手下去寻找血清和杀死科学家。当默多克的手下到来时，蟒蛇已经喝了血清，变成巨大的蟒蛇，并且杀死了科学家，流窜在森林里。此时，考古学家也在森林里搞科研调查，因为车子出事在森林里步行，他们发现森林里到处是死人，感到惊慌和害怕，决定离开森林回到城市去。当考古学家返回时，遇到了科学家阿曼达，阿曼达是默多克先生追杀的科学家，她成功地逃过了默多克的追杀，并且巧妙地利用蟒蛇杀死了默多克的凶手，为了维持生态平衡和防止蟒蛇流窜到城市里去杀人，阿曼达随后搜索和斩杀了蟒蛇。

## 演员
| 演員             | 角色   | 备注     |
| ---------------- | ------ | -------- |
| 克莉丝朵·艾伦    | 阿曼达 | 科学家。 |
| 约翰·里斯·戴维斯 | 默多克 | 大亨。   |
| 林登·阿什比      | 杰克森 |          |

## 评价
《狂蟒之灾4》被媒体认为是《狂蟒之灾》的狗尾续貂，明显比不上12年前的第一部，剧情和惊险度都相当差劲。